# Фредерік Беґбеде

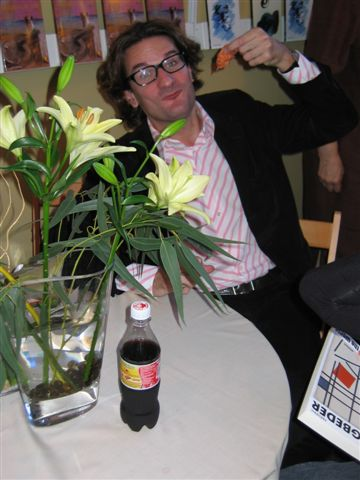
Фредерік Беґбеде, Краків, 23 жовтня 2004

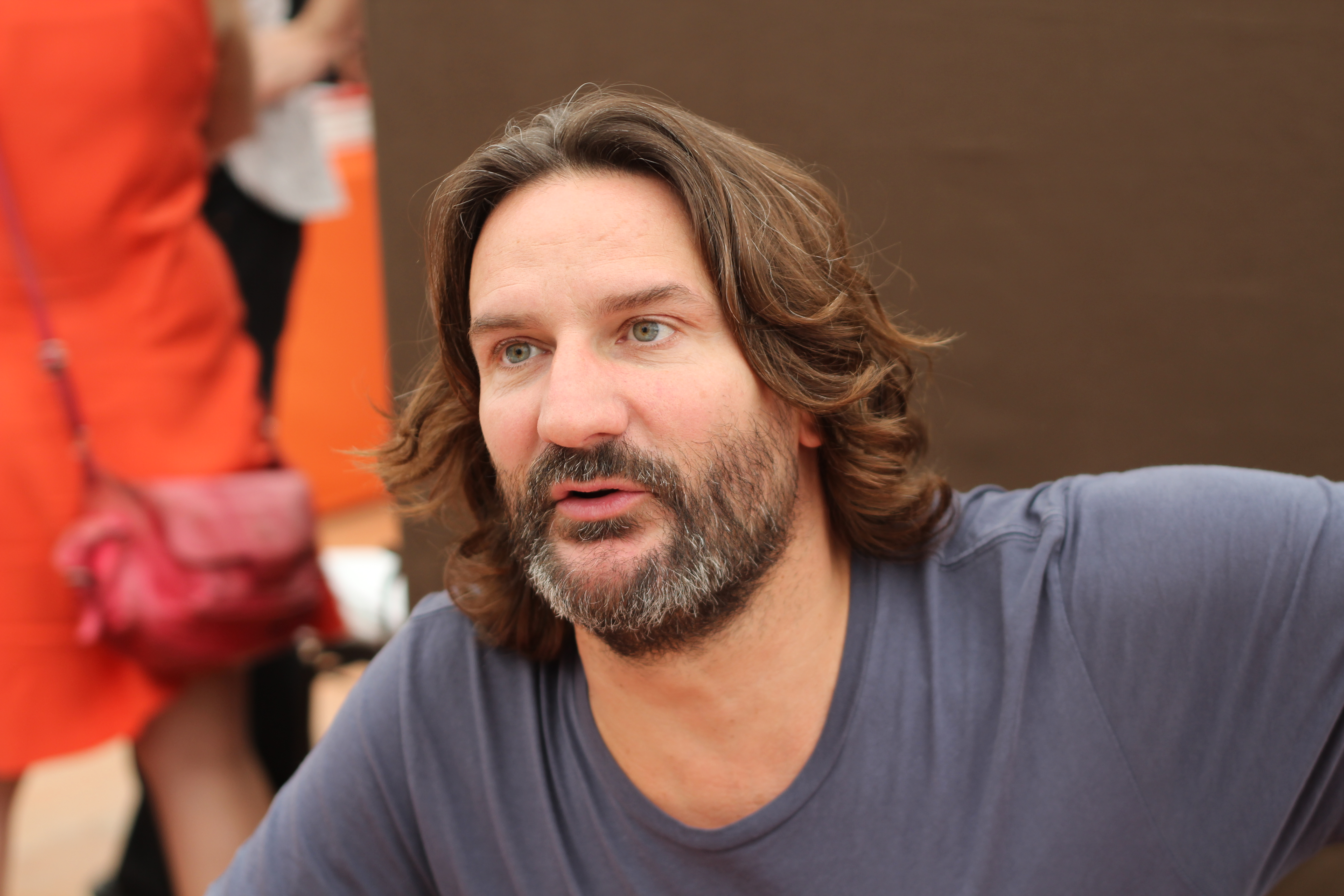
13 вересня 2014

Фредерік Беґбеде́ або Фредерік Беґбедер (фр. Frédéric Beigbeder; нар.21 вересня 1965, Нейї-сюр-Сен) — французький прозаїк, публіцист, літературний критик, редактор, сценарист, актор та режисер. Вважається одним з найцікавіших сучасних письменників Франції.

## Життєпис
Фредерік Беґбеде народився 21 вересня 1965 року у передмісті Парижа Неї-сюр-Сен. Його мати — перекладачка «жіночих» романів (зокрема творів Барбари Картленд), батько — керівник кадрової агенції, брат — Шарль Беґбедер, бізнесмен. Після навчання в ліцеях Монтеня (Lycée Montaigne) та Луї-ле-Грана (Louis-le-Grand) він поступає на політичні студії до університету (Institut d'Etudes Politiques de Paris ).
У 25 років цей закоренілий гуляка, організатор вечірок у Castel (модний нічний клуб у Парижі) видає свій перший роман «Щоденник молодого ідіота». Відтоді він співпрацював з різними журналами (Globe, Elle, Voici), вигадував рекламні слогани для Young and Rubicam, з'являєвся на телебаченні (Paris Première), знявся в порнографічному фільмі «Донька човняра» (з участю зірки жанру Естель Дезанж (Estelle Desanges)), керував журналом NRV та продовжував писати. Після звільнення з Young and Rubicam він написав книгу «99 франків».
Про свою творчість автор говорить так: «У кожній з моїх книг я щось втрачаю: „Відпустка у комі“ — 10 років нічного життя, „Кохання триває три роки“ — мою колишню дружину, „99 франків“ — 10 років реклами. Я за літературу „випаленої землі“. Щоб позаду залишалися палаючі руїни. Це так як ментальний стриптиз. Ось я літературний Чіп і Дейл».
Фредерік Беґбеде цікавиться не лише літературою, але й рекламою, телебаченням, журналістикою. Веде колонку у виданні «Le Figaro Magazine» з 2010 року. Фредерік Беґбеде є засновником літературної премії, яку щорічно присуджують перспективним французьким авторам «Prix de Flore». Разом із Жан-Марі Перьє є співавтором документального фільму про Джерома Селінджера.
Фредерік Беґбеде також:
- засновник і головний редактор журналу «GENEREUX» у 1992
- засновник і головний редактор журналу «DELUXE» у 1993
- співвласник і головний редактор журналу «NRV» (1996)
- засновник і генеральний секретар «Prix de Flore» (від 1994)
- засновник і президент клубу «CACA» (1984—1993)

17 вересня 2016 року на Форумі видавців у Львові Фредерік Беґбеде представив свої чотири книги в українському перекладі — «99 франків», «Уна і Селінджер», «Кохання живе три роки» та «Бесіди нащадка епохи».
Його сестра Жеральдіна Беґбеде — сценаристка та письменниця.

## Звинувачення у зґвалтуванні
У 2023 році неповнолітня дівчина повідомила у готелі про сексуальне насилля, спочатку був секс з письменником за згодою, а коли вона заснула, то він почав уві сні її ґвалтувати. На нього відкрили кримінальну справу у Франції.

## Переклади українською
- «Історійки під екстезі»; Переклад з фр. М. О. Ілляшенко, О. М. Ногіна. – Харків: Фоліо, 2004. — 126 с. ISBN 966-03-2605-X
- «14,99 €» («99 франків»); Переклад з фр. М. О. Ілляшенко, О. М. Ногіна. – Харків: Фоліо, 2004. — 256 с. ISBN 978-966-2542-62-2
- «Windows on the world»; Переклад з фр. Р. В. Мардер, О. М. Ногіна Фоліо, 2006. — 288 с. ISBN 978-966-03-2980-6
- «Романтичний егоїст»; Переклад з фр. Р. В. Мардер, О. М. Ногіна Фоліо, 2007.– 283 с. ISBN 978-966-03-3634-9
- «Простіть і відпустіть» («Ідеаль, або На поміч, пардон»); Переклад з фр. Микола Луцюк. Фоліо, 2008.– 256 с. ISBN 978-966-03-4277-4
- «Французький роман»; Переклад з фр. Леонід Кононович. Фоліо, 2011.– 190 с. ISBN 978-966-03-5154-7
  - (передрук) «Французький роман»; Переклад з фр. Леонід Кононович. – KM Publishing, 2017. — 256 с. ISBN 978-617-7489-99-2

- «Уна і Селінджер»; Переклад з фр. Леонід Кононович. – KM Publishing, 2015. – 320 с. ISBN 978-617-538-400-8[5]
- «Бесіди нащадка епохи»; Переклад з фр. Леонід Кононович. – KM Publishing, 2016. – 320 с. ISBN 978-966-923-096-6
- «Кохання живе три роки»; Переклад з фр. Леонід Кононович. – KM Publishing, 2016. — 192 с. ISBN 978-966-97554-9-0
  - (передрук) «Кохання живе три роки»; Переклад з фр. Леонід Кононович. – KM Publishing, 2017. — 192 с. ISBN 978-617-7535-00-2 (КМ The BEST)
- «99 франків» («14,99 €»); Переклад з фр. Леонід Кононович. – KM Publishing, 2016. — 256 с. ISBN 978-617-7409-30-3
  - (передрук) «99 франків» («14,99 €»); Переклад з фр. Леонід Кононович. – KM Publishing, 2017. — 320 с. ISBN 978-617-7535-01-9 (КМ The BEST)
- «Ідеаль, або На поміч, пардон» («Простіть і відпустіть»); Переклад з фр. Леонід Кононович. – KM Publishing, 2018. — 256 с. ISBN 978-617-7535-89-7
- «Життя без краю». Переклад з фр.?. – KM Publishing, 2018. — ? с. ISBN 978-966-948-126-9
- «Спогади неврівноваженого молодика». Переклад з фр. Петро Таращук. — видавництво Лабораторія, 2023. — 144 с. ISBN 978-617-8203-95-5
- «Сповідь гетеросексуала, який відстав від свого часу». Переклад з фр. Петро Таращук. — видавництво Лабораторія, 2024. — 176 с. ISBN 978-617-8362-68-3[6]

## Фільмографія
- 2006 «Який ти прекрасний!» / Comme t'y es belle! — Іван
- 2007 «99 франків» / 99 francs — стюардеса / хлопець на дискотеці
- 2011 «Славне містечко» / Beur sur la ville
- 2012 «Кохання живе три роки» — солдат (у титрах не вказаний)
- 2015 «Лоло» / Lolo — камео
- 2015 «Єва і Леон» / L'Echappée Belle — Річард
- 2016 «На поміч, пардон» / Au secours pardon